# Jan Hendrik van de Laar

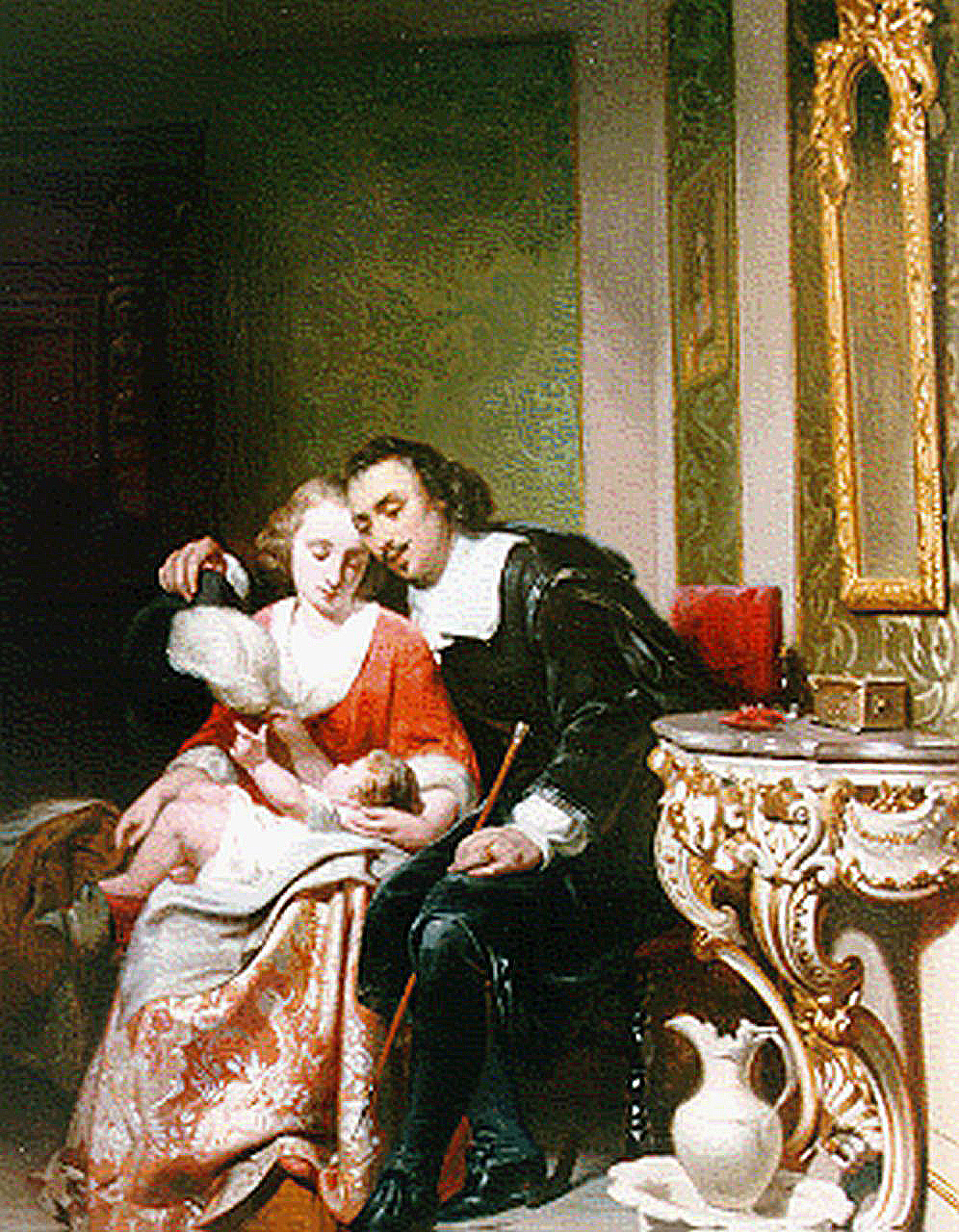
Häusliches Glück, 1855

Jan Hendrik van de Laar (* 1. Februar 1807 in Rotterdam; † 15. Mai 1874 ebenda) war ein niederländischer Genremaler.
Er war Schüler von Cornelis Bakker und der Gesellschaft „Hierdoor tot Hooger“ in Rotterdam, der Koninklijke Academie voor Schone Kunsten van Antwerpen (unter der Leitung von Gustave Wappers, 1829–1830) und der Koninklijke Academie van Beeldende Kunsten in Den Haag (1839–1843). Nach dem Studium arbeitete er in Rotterdam.
Er wurde Direktor der 1850 gegründeten Academie voor Beeldende Kunsten (Rotterdam). 1852 wurde er Mitglied der Koninklijke Akademie van Beeldende Kunsten (Amsterdam).
Er malte Porträts, Genrebilder und historische Szenen. Er war als Mitarbeiter seines Bruders Bernardus van de Laar tätig. 
Er unterrichtete Albertus van Beest, Johan Nicolaas Huys, E. C. Rahms, Johan Michaël Schmidt Crans, Petrus Theodorus van Wijngaerdt.
Er nahm von 1830 bis 1873 an Ausstellungen in Amsterdam, Den Haag und Rotterdam teil. 